# Night Life of New York
Night Life of New York is een Amerikaanse filmkomedie uit 1925 onder regie van Allan Dwan. In Nederland werd de film destijds uitgebracht onder de titel New York na 12 uur.

## Verhaal
John Bentley heeft een hekel aan New York vanwege een ongelukkige liefdesrelatie in zijn jeugd. Zijn zoon Ronald is het leven in Iowa beu en hij wil verhuizen naar Manhattan. John bedenkt samen met William Workman een plan om ervoor te zorgen dat zijn zoon terugkeert naar Iowa.

## Rolverdeling
| Acteur             | Personage       |
| ------------------ | --------------- |
| Rod La Rocque      | Ronald Bentley  |
| Ernest Torrence    | John Bentley    |
| Dorothy Gish       | Meg             |
| Helen Lee Worthing | Carrie Reed     |
| George Hackathorne | Jimmy           |
| Arthur Housman     | Jerry           |
| Riley Hatch        | William Workman |